# Вихідний день Ферріса Бюллера
«Вихідний день Ферріса Бюллера» (англ. Ferris Bueller's day off) — американська підліткова кінокомедія 1986 року, знята режисером Джоном Г'юзом (також автор сценарію) разом зі співпродюсером Томом Джейкобсоном. У фільмі зіграли Метью Бродерік, Міа Сара та Алан Рак, ролі другого плану виконали: Дженніфер Ґрей, Джеффрі Джонс, Сінді Пікетт, Еді Макклерг та Лайман Ворд.
У центрі сюжету пригоди чиказького старшокласника Ферріса та його друзів, Слоун Петерсон і Кемерона Фрея, які гарного весняного дня прогулюють школу напередодні випускних іспитів. Протягом фільму головний герой регулярно звертається безпосередньо до глядачів крізь «четверту стіну», пояснюючи події та висловлюючи власні думки.
Г'юз написав сценарій менше ніж за тиждень, фільм знятий у вересні-листопаді 1985 року. У ньому показано багато визначних пам'яток Чикаго, зокрема хмарочос Вілліс-Тауер, стадіон «Ріґлі-Філд», музей Художнього інституту. Цей фільм став «листом кохання» Г'юза до Чикаго, за словами якого, він хотів зняти не лише архітектуру і краєвиди міста, але і його дух.
Випущений компанією Paramount Pictures 11 червня 1986 року, фільм став десятим у списку найкасовіших стрічок 1986 року (в США), зібравши $70 млн при бюджеті в 5 мільйонів. Фільм отримав схвалення як від критиків, так і від глядачів, які високо оцінили гру Бродеріка, гумор і загальну атмосферу.
У 2014 році Бібліотека Конгресу США вибрала фільм для збереження в Національному реєстрі фільмів, визнавши його «культурно, історично чи естетично значущим». У 1990-1991 роках відбулася прем'єра телесеріалу на основі фільму із Чарлі Шлаттером у головній ролі. Канал Paramount+ розробляє спіноф «Вихідний день Сема та Віктора», головні герої якого два паркувальники, які подорожують на автомобілі Ferrari батька Кемерона.

## Акторський склад
- Метью Бродерік — Ферріс Бюллер, популярний старшокласник;
- Алан Рак — Кемерон Фрай, найкращий друг Ферріса;
- Міа Сара — Слоан Петерсон, дівчина Ферріса;
- Дженніфер Ґрей — Джині Бюллер, сестра Ферріса;
- Джеффрі Джонс (англ. Jeffrey Jones) — Ед Руні, декан школи;
- Сінді Пікетт (англ. Cindy Pickett) — Кеті Бюллер, мати Ферріса;
- Еді Макклерг — Грейс, секретар школи;
- Лайман Ворд (англ. Lyman Ward) — Том Бюллер, батько Ферріса;
- Чарлі Шин — хлопець у поліційній дільниці;
- Бен Стайн — учитель економіки
- Дель Клоуз (англ. Del Close) — учитель англійської мови;
- Вірджинія Каперс (англ. Virginia Capers) — Флоренс Спарроу, шкільна медсестра;
- Річард Едсон (англ. Richard Edson) — паркувальник у гаражі;
- Ларрі «Флеш» Дженкінс (англ. Larry ‘Flash’ Jenkins) — другий паркувальник;
- Крісті Свенсон — учениця-економіст;
- Макс Перліх (англ. Max Perlich) — учень-економіст;
- Скотт Коффі — учень-економіст;
- Енн Раян (англ. Anne Ryan) — Шермеріт;
- Джонатан Шмок (англ. Jonathan Schmock) — Чез (Chez Quis Maitre'd);
- Луї Андерсон (1953—2022) — розносник квітів;
- Стефані Блейк (англ. Stephanie Blake) — співуча медсестра;
- Ді Ді Решер (англ. Dee Dee Rescher) — водій автобуса, який підвозить Руні під час титрів;
- Джон Г'юз (1950—2009) — епізодична роль чоловіка, який біжить між таксі (остання поява в кадрі).